# Konstantinas Dobrovolskis
Konstantinas Romualdas Dobrovolskis (ur. 25 grudnia 1939 w Radziwiliszkach; zm. 5 maja 2021) – litewski lekarz, polityk, minister zdrowia w latach 2001–2003.

## Życiorys
W 1963 ukończył studia na Wydziale Medycznym Uniwersytetu Wileńskiego. W 1992 uzyskał stopień doktora nauk medycznych.
W latach 1964–1976 pracował jako lekarz radiolog oraz kierownik wydziału, a następnie zastępca przewodniczącego w komitecie centralnym Towarzystwa Czerwonego Krzyża. Od 1976 pełnił funkcję kierownika oddziału rentgenodiagnostyki szpitala „Czerwonego Krzyża” w Wilnie. W latach 1993–2005 zajmował stanowisko dyrektora naczelnego centrum radiologii kliniki w Santaryszkach szpitala uniwersyteckiego w Wilnie.
Od 1995 do 1996 był dyrektorem biura do spraw reformy ochrony zdrowia. Od 15 maja 2001 do 10 marca 2003 pełnił funkcję ministra zdrowia. Od 2005 zatrudniony w centrum radiologii kliniki w Santaryszkach jako lekarz konsultant oraz w klinice „Tomografija”.
W latach 1990–2006 był prezesem litewskiego stowarzyszenia radiologów. W wyborach parlamentarnych w 2008 bez powodzenia ubiegał się o mandat poselski z ramienia Nowego Związku.